# 卡姆揚卡河 (奧皮爾河支流)

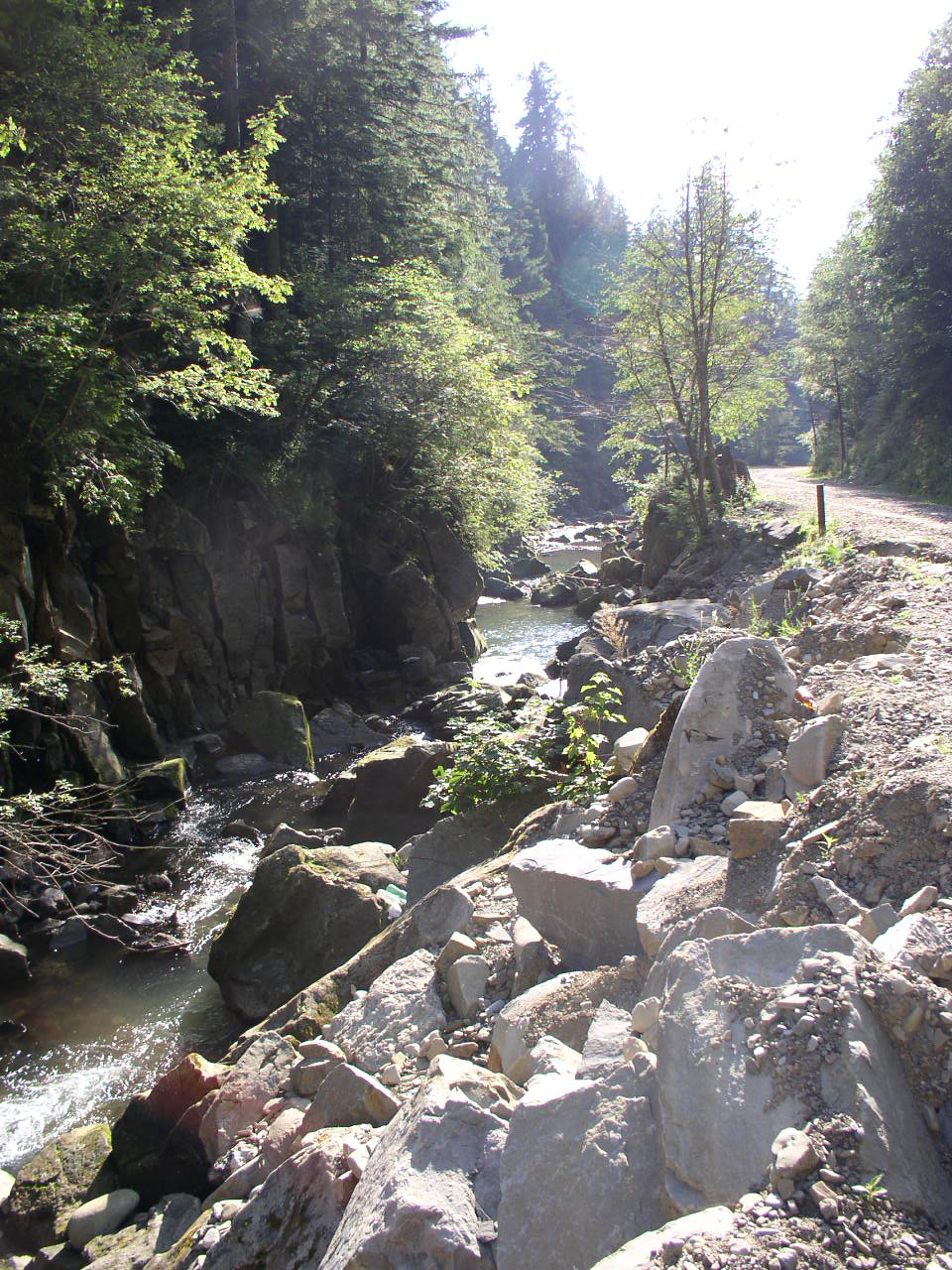

卡姆揚卡河（羅馬化：Kamianka）是烏克蘭西部利沃夫州的河流，並屬於奧皮爾河的右支流。該河發源自卡姆揚卡以南，河口在杜比納附近，河道全長11公里，流域面積37.2平方公里。